# Campionati africani juniores di atletica leggera 2011
I Campionati africani di atletica leggera juniores 2011 (2011 African Athletics Junior Championships), sono la X edizione dei Campionati africani juniores di atletica leggera e si sono svolti nello University of Botswana Stadium a Gaborone, in Botswana, dal 12 al 15 maggio.

## Risultati

### Uomini
| Specialità | Oro                                                                        | Prestazione | Argento                                                                  | Prestazione | Bronzo                                                                           | Prestazione |
| Corse piane |                                                                            |             |                                                                          |             |                                                                                  |             |
| 100 m | Gideon Trotter                                                             | 10"49       | Tinashe Mutanga                                                          | 10"68       | Emile Erasmus                                                                    | 10"70       |
| 200 m | Siphelo Ngquboza                                                           | 20"94       | Tinashe Mutanga                                                          | 20"99       | Jonathan Mmaju                                                                   | 21"58       |
| 400 m | Sadam Koumi                                                                | 46"37       | Japhet Samuel                                                            | 46"45       | Alphas Kishoyian                                                                 | 46"71       |
| 800 m | Mohamed Aman                                                               | 1'46"62     | Anthony Chemut                                                           | 1'47"16     | Nigel Amos                                                                       | 1'47"38     |
| 1500 m | Hillary Maiyo                                                              | 3'35"43     | Geofrey Barusei                                                          | 3'35"54     | Soresa Fida                                                                      | 3'36"38     |
| 5000 m | Yitayal Atnafu Zerihun                                                     | 13'38"52    | Abraham Akopesha                                                         | 13'39"17    | Thomas Ayeko                                                                     | 13'40"04    |
| 10 000 m | Geoffrey Kirui                                                             | 27'55"74    | Nicholas Kipchirchir                                                     | 28'23"22    | Thomas Ayeko                                                                     | 28'27"54    |
| Corse a ostacoli |                                                                            |             |                                                                          |             |                                                                                  |             |
| 110 m hs | Amadou Ndiaye                                                              | 14"33       | Tsepo Lefete                                                             | 14"42       | Rami Gharsalli                                                                   | 14"49       |
| 400 m ostacoli | Abdelmalik Lahoulou                                                        | 51"69       | Jeremiah Mutai                                                           | 51"93       | Shaun van Wyk                                                                    | 51"96       |
| 3000 m siepi | Gilbert Kirui                                                              | 8'25"03     | Jairus Kipchoge                                                          | 8'28"08     | Jacob Araptany                                                                   | 8'30"63     |
| Marcia |                                                                            |             |                                                                          |             |                                                                                  |             |
| Marcia 10 000 m | Tewfik Yesref                                                              | 46'04"04    | Buzuneh Bekele                                                           | 47'33"18    | Daba Gemeda                                                                      | 49'15"52    |
| Salti |                                                                            |             |                                                                          |             |                                                                                  |             |
| Salto in alto | Hichem Krim                                                                | 2,06 m      | Jan Steytler                                                             | 2,04 m      | Aabobe Tshwanelo                                                                 | 2,04 m      |
| Salto con l'asta | Michael Cilliers                                                           | 4,90 m      | Jako Burgers                                                             | 4,80 m      | Hamza Harbaoui                                                                   | 4,40 m      |
| Salto in lungo | El Mehdi Kabbachi                                                          | 7,69 m      | Roelf Pienaar                                                            | 7,55 m      | Ojulu Lingo Obang                                                                | 7,45 m      |
| Salto triplo | El Mehdi Kabbachi                                                          | 15,84 m     | Fayçal Meddourene                                                        | 15,69 m     | Mosheleketi Goabaone                                                             | 15,49 m     |
| Lanci |                                                                            |             |                                                                          |             |                                                                                  |             |
| Getto del peso | Hisham Abdelhamid Abdelaziz                                                | 18,11 m     | Abdelmoneim El-Sayed                                                     | 18,07 m     | Johnny Botha                                                                     | 17,39 m     |
| Lancio del disco | Amine Atik                                                                 | 56,08 m     | Charl Grobler                                                            | 52,12 m     | Ifeanyi Augustine Nwoye                                                          | 51,41 m     |
| Lancio del martello | Islam Ahmed Taha                                                           | 68,03 m     | Donovan Stebbing                                                         | 63,00 m     | Hesham Lofty Abdel Wahab                                                         | 62,32 m     |
| Lancio del giavellotto | Rocco van Rooyen                                                           | 75,72 m     | Dean Goosen                                                              | 68,80 m     | Ahmed Samir El Shabramsly                                                        | 68,45 m     |
| Prove multiple |                                                                            |             |                                                                          |             |                                                                                  |             |
| Decathlon | Ahmad Saber Ahmad                                                          | 6776 p.     | Jason Roux                                                               | 6416 p.     | Gobe Khanda                                                                      | 5886 p.     |
| Staffette |                                                                            |             |                                                                          |             |                                                                                  |             |
| 4×100 m | Nigeria Emuobonuvie Mamus Harry Chukwudike Jonathan Mmaju Toyin Oladimeji  | 40"98       | Zimbabwe Fungah Beukerwa Abdul Simbili Felby Mukucha Tinashe Mutanga     | 41"66       | Mauritius Thierry Ferdinand Darren Paul Jonathan Bardottier Christopher Quenette | 41"81       |
| 4×400 m | Sudan Sadam Koumi Abd Elraman Nadir Mohamed Ahmed Ismail Awad Elkarim Maki | 3'09"77     | Kenya Jeremiah Mutai Christopher Ngetich Anthony Chemut Alphas Kishoyian | 3'10"17     | Sudafrica Gideon Trotter Fernando Ledimo Taariq Solomons Shaun van Wyk           | 3'11"87     |
| record mondiale; record mondiale stagionale; record africano; record dei campionati; record nazionale; record personale; record personale stagionale. |                                                                            |             |                                                                          |             |                                                                                  |             |

### Donne
| Specialità | Oro                                                                                    | Prestazione | Argento                                                               | Prestazione | Bronzo                                                                    | Prestazione |
| Corse piane |                                                                                        |             |                                                                       |             |                                                                           |             |
| 100 m | Josephine Omaka                                                                        | 11"97       | Leungo Mathaku                                                        | 12"01       | Chante van Tonder                                                         | 12"05       |
| 200 m | Sonja van der Merwe                                                                    | 23"78       | Magiso Manedo                                                         | 23"90       | Nkiruka Uwakwe                                                            | 23"94       |
| 400 m | Magiso Manedo                                                                          | 52"09       | Justine Palframan                                                     | 52"93       | Margaret Etim                                                             | 53"23       |
| 800 m | Annet Negesa                                                                           | 2'04"94     | Cherono Koech                                                         | 2'06"49     | Gerezine Gebremariam                                                      | 2'07"16     |
| 1500 m | Annet Negesa                                                                           | 4'09"17     | Nancy Chepkwemoi                                                      | 4'09"25     | Stacy Ndiwa                                                               | 4'15"84     |
| 3000 m | Azemra Gebru                                                                           | 9'11"84     | Purity Rionoripo                                                      | 9'14"58     | Waganesh Mekasha                                                          | 9'16"82     |
| 5000 m | Caroline Chepkoech                                                                     | 15'24"66    | Janeth Kisa                                                           | 15'24"75    | Genet Yalew                                                               | 15'27"96    |
| Corse a ostacoli |                                                                                        |             |                                                                       |             |                                                                           |             |
| 100 m hs | Kayla Gilbert                                                                          | 14"25       | Liriska Botha                                                         | 14"39       | Oarabile Babolayi                                                         | 14"40       |
| 400 m ostacoli | Jean-Marie Senekal                                                                     | 59"21       | Tasabih Mohamed                                                       | 59"85       | Oarabile Babolayi                                                         | 1'00"88     |
| 3000 m siepi | Birtukan Adamu                                                                         | 9'53"80     | Zewdnesh Belachew                                                     | 10'02"99    | Veronica Ngososei                                                         | 10'06"52    |
| Marcia |                                                                                        |             |                                                                       |             |                                                                           |             |
| Marcia 5000 m | Aynalem Eshetu                                                                         | 22'59"19    | Mengistu Ayele                                                        | 24'55"73    | Tahani Ghazal                                                             | 26'06"04    |
| Salti |                                                                                        |             |                                                                       |             |                                                                           |             |
| Salto in alto | Basant Hassan                                                                          | 1,81 m      | Lissa Labiche                                                         | 1,70 m      | Daunia Menni                                                              | 1,65 m      |
| Salto con l'asta | Mahfoundhi Dorra                                                                       | 3,40 m      | Jeanne Van Dyk Mariska Smit                                           | 3,35 m      | -                                                                         | -           |
| Salto in lungo | Samantha Pretorius                                                                     | 5,90 m      | Kyla Gilbert                                                          | 5,65 m      | Sangone Kandji                                                            | 5,59 m      |
| Salto triplo | Valentina Da Rocha                                                                     | 12,46 m     | Lerato Sechele                                                        | 12,07 m     | Danelle Erwee                                                             | 12,05 m     |
| Lanci |                                                                                        |             |                                                                       |             |                                                                           |             |
| Getto del peso | Nkechi Chime                                                                           | 13,89 m     | Charlene Engelbrecht                                                  | 13,73 m     | Ibrahim Fadya Saad                                                        | 13,26 m     |
| Lancio del disco | Ischke Senekal                                                                         | 49,90 m     | Charlene Engelbrecht                                                  | 46,10 m     | Simone Meyer                                                              | 45,41 m     |
| Lancio del martello | Rana Ahmad Taha                                                                        | 59,94 m     | Nehal Kamal Fahmy                                                     | 57,49 m     | Nabiha Gueddah                                                            | 52,19 m     |
| Lancio del giavellotto | Liezel de Swardt                                                                       | 48,28 m     | Hanane Daoudi                                                         | 43,94 m     | Leandri Swiegers                                                          | 46,26 m     |
| Prove multiple |                                                                                        |             |                                                                       |             |                                                                           |             |
| Eptathlon | Haris Radwa Faty                                                                       | 4839 p.     | Francis Kemi                                                          | 4836 p.     | Lissa Labiche                                                             | 4663 p.     |
| Staffette |                                                                                        |             |                                                                       |             |                                                                           |             |
| 4×100 m | Sudafrica Samantha Pretorius Sonja van der Merwe Zanri van der Merwe Chante van Tonder | 46"11       | Nigeria Margaret Benson Goodness Thomas Wisdom Isoken Josephine Omaka | 46"71       | Botswana Gofaone Ditsheko Ontiretse Molapisi Mpho Mangope Leungo Mathaku  | 48"46       |
| 4×400 m | Sudafrica Anri Steyn Sonja van der Merwe Jean-Marie Senekal Justine Palframan          | 3'38"16     | Nigeria Margaret Etim Nkiruka Uwakwe Charity Adegoke Wisdom Isoken    | 3'38"87     | Etiopia Abrhaley Takere Getachew Alula Gerezine Gebremariam Magiso Manedo | 3'39"82     |
| record mondiale; record mondiale stagionale; record africano; record dei campionati; record nazionale; record personale; record personale stagionale. |                                                                                        |             |                                                                       |             |                                                                           |             |

## Medagliere
Legenda
     Paese ospitante
| Posiz. | Nazione    | Oro | Argento | Bronzo | Totale |
| ------ | ---------- | --- | ------- | ------ | ------ |
| 1      | Sudafrica  | 13  | 13      | 8      | 34     |
| 2      | Etiopia    | 6   | 4       | 7      | 17     |
| 3      | Egitto     | 6   | 2       | 3      | 11     |
| 4      | Kenya      | 4   | 11      | 3      | 18     |
| 5      | Nigeria    | 3   | 4       | 4      | 11     |
| 6      | Marocco    | 3   | 1       | 1      | 5      |
| 7      | Algeria    | 3   | 1       | 0      | 4      |
| 8      | Sudan      | 2   | 1       | 0      | 3      |
| 9      | Uganda     | 2   | 0       | 3      | 5      |
| 10     | Tunisia    | 1   | 0       | 4      | 5      |
| 11     | Senegal    | 1   | 0       | 1      | 2      |
| 12     | Zimbabwe   | 0   | 3       | 0      | 3      |
| 13     | Namibia    | 0   | 2       | 0      | 2      |
| 14     | Botswana   | 0   | 1       | 7      | 8      |
| 15     | Seychelles | 0   | 1       | 1      | 2      |
| 16     | Lesotho    | 0   | 1       | 0      | 1      |
| 17     | Mauritius  | 0   | 0       | 1      | 1      |
| Total  | Total      | 44  | 45      | 43     | 132    |